# Caraism
Caraismul sau karaism sau iudaismul karait (în ebraică:קראות = karaut, sau יהדות קראית - yahadut karait), este o sectă disidentă a iudaismului, care se deosebește fundamental de iudaismul rabinic, prin faptul că respinge legea orală reprezentată de Talmud. Deși nu există o continuitate istorică între iudaismul preoțimii Templului și caraiți, se poate afirma totuși că există măcar o legătură doctrinară între aceștia în ce privește respingerea tradiției orale: ca și saducheii, caraiții resping tradițiile orale ale fariseilor și, prin consecință, pe cele ale iudaismului rabinic, moștenitor.

## Origini și istorie
Schisma caraită datează din sec. al VIII-lea e.n și are ca loc de naștere teritoriul actual al statului Irak. Numele cultului provine de la Mikra = Lectura, un cuvânt ebraic care desemnează cărțile Bibliei sau ale Scripturii ebraice, Kara = a citit.  
Caraiții fac parte dintre acei extrem de rari și prea-puțin norocoși evrei care de-a lungul istoriei au fost persecutați (de către creștini) atât ca evrei, cât și de către evrei, fapt care a făcut ca numărul lor să scadă de la paritatea de altă dată cu membrii iudaismului rabinic, până la minuscula valoare, de câteva zeci de mii, de azi. În estul Europei și Balcani, caraiții practic au dispărut ca și comunitate pe la mijlocul veacului trecut (al XX-lea), din cauza nazismului.
Caraiții n-au scăpat de intoleranță nici în Israelul contemporan, ei fiind ciclic victime ale tentativelor clerului iudaismului majoritar – care nu le recunoaște calitatea de evrei - de a-i lipsi de drepturile de care se bucură cei care sunt evrei în Israel. Faptul că statul evreu modern a moștenit sistemul otoman al mileturilor (în Israel nu se recunoaște căsătoria civilă decât pentru cei deja căsătoriți în străinătate), păstrat intact de britanici în perioada mandatului, a făcut, în combinație cu atitudinea multă vreme intolerantă a rabinatului față de caraiți, ca aceștia să aibă în trecut de facto statutul de cetățeni de mâna a doua.

## Diferențe dogmatice
Caraiții consideră Biblia ca fiind singura sursă legitimă a Legii religioase. În celebrarea sărbătorilor, nu se ține a doua zi de sărbătoare, nici măcar de Roș Hașana, Șavuot cade întotdeauna duminica, nu se sărbătorește Hanuka, Purim se serbează la 1 Adar. Caraiți respectă legea tăierii rituale a animalelor, nu mănâncă din speciile interzise de Biblie, permit însă amestecul de carne cu lactate, dacă sunt de la specii diferite, ex. carne de oaie cu lapte de vacă. Sinagogile caraite nu au scaune iar credincioși au imprumutat obiceiul musulman de a se descălța la intrare (Caraiții pretind că obiceiul e moștenit de la credincioșii iudaismului antic, al Templului, mai degrabă)), caraiți nu poartă tfilin și îngenunchiază în timpul slujbei. De Șabat și de sărbători sunt interzise raporturile sexuale. Interpretarea literală strictă și studiul Bibliei i-a făcut în trecut pe caraiți experți în materie de exegeză biblică de lexicografie și de gramatică ebraică*.

## Demografie
Actualmente în lume există circa 30.000 de caraiți, cei mai mulți trăind în Israel, în jur de 20.000.